# Socialistická strana Albánie
Socialistická strana Albánie je albánská středolevicová politická strana, která vznikla z komunistické PPSH v červnu 1991. Tato strana se distancovala od marxismu a je sociálnědemokratického smýšlení. Albánie není členem Evropské unie, přesto strana s evropskými sociálními demokraty vychází.